# 華盛頓縣 (北卡羅萊納州)
華盛頓縣（英語：Washington County）是美國北卡羅萊納州東部的一個縣，東經奧柏馬灣 (Albemarle Sound)與大西洋相通。面積1,009平方公里。根據美國2000年人口普查，共有人口13,723。縣治普利茅斯。
成立於1799年。縣名是紀念首任總統喬治·華盛頓。